# Degradare Edman
Degradarea Edman este o metodă de secvențiere a aminoacizilor din structura unei peptide, și a fost dezvoltată de către Pehr Edman. În această metodă, aminoacidul amino-terminal din catena polipeptidică este clivat și izolat, fără să fie afectate celelalte legături din catenă.

## Mecanism de reacție
Degradarea Edman se realizează cu izotiocianat de fenil; acesta reacținează cu grupa amino N-terminală, în condiții alcaline blânde, formând un derivat de feniltiocarbamoil. În condiții acide, acest intermediar este transformat într-un derivat de tiazolinonă, care se poate izola selectiv prin extracție cu un solvent organic și poate fi tratat cu un acid formând o feniltiohidantoină (FTH) mai stabilă și mai ușor de identificat prin cromatografie sau electroforeză. Mecanismul de reacție este: